# هوتون، چشر
هوتون (به انگلیسی: Haughton) یک روستا و محله مدنی در بریتانیا است که در چشر شرقی واقع شده‌است. هوتون ۲۰۴ نفر جمعیت دارد.